# ふくろい遠州の花火
ふくろい遠州の花火（ふくろいえんしゅうのはなび）は静岡県袋井市で行われる花火大会。同市内の原野谷川親水公園をメイン会場とし、毎年8月の中旬に行われている。

## 概説
昭和20年代から「静橋」の河川敷内で開催されていた花火大会を1995年から原野谷川親水公園に移して改めて開催。打ち上げ数は約3万発で、静岡県内最大かつ全国有数の規模である。2009年は、経済不況のあおりを受け、協賛企業が例年の4割程度しか集まらず、財政的にも開催が難しいとの判断から3月に単年の開催中止が決定した。
2008年までは30,000発打ち上げられていたが中止後の2010年は20,000発強、そして2011年より現在は25,000発となっている。
2020年の開催日は8月中旬から7月4日に一旦前倒しされた。しかし新型コロナウイルス感染症が拡大したことを受け、同年4月23日、実行委員会はこの年の開催中止を決定した。そして翌2021年も新型コロナが収束せず、開催中止が決定した。翌2022年も新型コロナ対策が困難という理由により中止となった。
2023年は、7月29日に実施。実に4年ぶりの開催となった。

## 交通アクセス
鉄道
- 浜松方面からは、JR東海（東海道本線）袋井駅下車　東へ徒歩約15分。
- 静岡方面からは、JR東海（東海道本線）愛野駅下車　西へ徒歩約15分。
- 東海道本線では臨時列車の運行と定期列車の増結が行われている（JR東海のホームページにプレス発表される）。

自動車
- 東名高速袋井インターチェンジから約10分。

ただし、会場周辺に駐車場はないので、電車を使って来場したほうがよい。
詳しくは外部リンク参照のこと。